# Astrophysical Journal
The Astrophysical Journal, frequentemente abreviado para ApJ, é um periódico científico que publica artigos técnicos em astronomia e astrofísica. Foi fundado em 1895 por George Ellery Hale e James Edward Keeler. Atualmente (Julho de 2007) o ApJ publica três edições por mês com 500 páginas/edição. A partir de Janeiro de 2009 o periódico será publicado pelo Instituto de Física.
Desde 1953, um suplemento intitulado The Astrophysical Journal Supplement Series vem sendo publicado conjuntamente com o ApJ, totalizando atualmente (Julho de 2007) seis volumes, com duas edições por volume e 280 páginas por edição.